# Vihar hadművelet
A Vihar hadművelet (szerbhorvátul Operacija Oluja, Операција Олуја) volt a horvátországi háború utolsó nagy csatája, mely a boszniai háború kimenetelében is jelentős szerepet játszott. A hadművelet a Krajinai Szerb Köztársaságot (RSK) 630 km-en támadó Horvát Hadsereg (HV) döntő győzelmét és a bosnyák hadsereg (ARBiH) stratégiai győzelmét hozta. A HV-t támogatta a Velebit-hegységben előrenyomuló horvát különleges rendőrség és a Krajinai Szerb Köztársaság Hadserege (ARSK) hátában, a Bihácsnál állomásozó ARBiH. A hadművelet célja a 10 400 km²-t és így Horvátország területének 18,4%-át adó RSK által ellenőrzött területek visszaszerzése, illetve a Nyugat-boszniai Köztársaság bosnyák ellenőrzésének visszaállítása volt. Európában a második világháború óta ez volt az első nagyobb szárazföldi hadművelet. A Vihar hadművelet 1995. augusztus 4-én hajnalban kezdődött, és augusztus 7-én estére már befejezettnek nyilvánították, a kisebb ellenállások elleni jelentős tisztogatások csak augusztus 14-re fejeződtek be.
A Vihar hadművelet a boszniai háborúban is stratégiai jelentőségű volt, véget vetett Bihács ostromának, a HV-t, az ARBiH-ot és a Horvát Védelmi Tanácsot (HVO) olyan a helyzetbe hozva, hogy az ezt követő Misztrál–2 hadműveletben módosítani tudja Bosznia-Hercegovina katonai erőviszonyait. A művelet a HV és HVO Nyár ’95 hadművelete során elért eredményekre épült, ugyanis ekkor szerezték meg azokat a stratégiai pozíciókat, amelyek lehetővé tették a krajinai főváros, Knin gyors elfoglalását, a HV folyamatos fejlesztését és képzését a háború kezdete, a RSK-t létrehozó Rönkforradalom és a Jugoszláv Néphadsereg (JNA) beavatkozása óta. A művelet egy sikertelen ENSZ-békefenntartó missziót és a konfliktus rendezésére irányuló diplomáciai erőfeszítéseket követte.
A HV (és a ARBiH stratégiai) sikere hadseregeik folyamatos fejlesztésének és a ARSK állásai döntő áttörésének eredménye volt. A támadás nem volt azonnal sikeres minden ponton, de a kulcspozíciók elfoglalása az ARSK parancsnoki struktúrájának és az általános védekezőképességének összeomlásához vezetett. Bosansko Grahovo közvetlenül a hadművelet előtti elfoglalása és a különleges rendőrség gračaci előretörése lehetetlenné tette Knin megvédését. A Likán át a ARSK által ellenőrzött területre betörő két gárdadandár gyorsan tört előre, ekkor ütközött igazán ki a taktikai mélység és mozgósítható tartalék erők hiánya, leválasztották az ellenálló területeket, majd északra, a károlyvárosi hadtest területére törtek, a ARSK-t Banovina felé nyomva. A keményen védekező ARSK glinai és petrinyai veresége, majd a banijai hadtest veresége (utóbbit az ARBiH győzte le) után már csak, mint harcba nem avatkozó stratégiai tartalékra, a Boszniai Szerb Köztársaság és Jugoszlávia hadseregére támaszkodhattak.
A HV és a különleges rendőrség 174–211 halottról vagy eltűntről tud, míg az ARSK 560 katonát vesztett, négy ENSZ-békefenntartó is meghalt. A HV 4000 hadifoglyot ejtett. A civil áldozatok száma máig vitatott, Horvátország állítása szerint 214, a szerb források szerint 1192 civil hunyt vagy tűnt el. A támadás alatt és után 150 000 és 200 000 közötti, vagyis majdnem az összes, az ARSK által ellenőrzött területen élő horvátországi szerb elmenekült, és a megmaradtak ellen is különböző bűncselekményeket követtek el. A Nemzetközi Törvényszék (ICTY) később három horvát tábornokot próbált háborús bűncselekmények és a szerbek Horvátországból való kikényszerítésére létrejött közös bűnszövetkezetben való részvétel miatt elítélni, később mindhármójukat felmentették. 2010-ben Szerbia beperelte Horvátországot a Nemzetközi Bíróság (ICJ) előtt, azt állítva, hogy a támadás népirtás volt. 2015-ben a bíróság kimondta, hogy nem volt tömeggyilkos, bár megerősítette, hogy a szerb lakosság elmenekült, mint a támadás és a horvát erők által a civilek ellen elkövetett súlyos bűncselekmények közvetlen következménye. 2012. novemberéig a horvát igazságszolgáltatás 2380 személyt ítélt el különböző, a Vihar hadművelet alatt elkövetett bűncselekmények miatt.

## Háttere

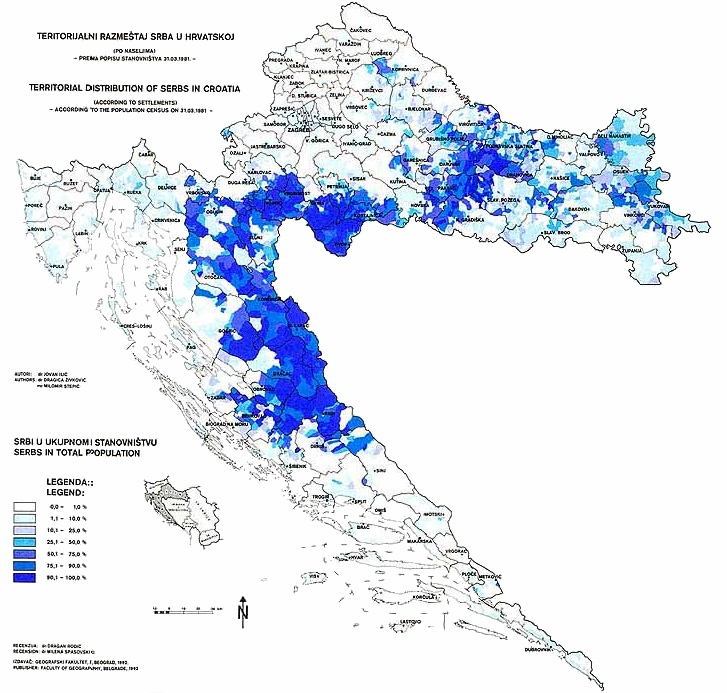
Szerb lakta területek Horvátországban az 1981-es népszámlálás adatai szerint

1990-ben, miután a Horvát Szocialista Köztársaság kormánya választási vereséget szenvedett, mindennaposak lettek a horvátok és szerbek etnikai feszültségei. A szerb elnök Slobodan Milošević Franjo Tuđman döntéseit saját előnyére próbálta felhasználni, amikor úgy ábrázolta a horvát elnök Horvát Demokratikus Közösség (HDZ) pártját, mint az usztasa, a Horvátországot a második világháború alatt uraló fasiszta párt feltámadását.
1990 augusztusában a rönkforradalom néven ismert felkelésre került sor Horvátország főleg szerbek lakta területein (Dalmácia Knin körüli hátországa Lika, Kordun és Banovina régiók és Kelet-Horvátország jelentős szerb lakosságú települései). A területek a Krajinai Szerb Köztársaság (RSK) nevet kapták, majd miután kinyilvánították csatlakozási szándékukat Szerbiához, Horvátország kormánya lázadónak nyilvánította őket. A konfliktus 
1991. márciusára tovább gyűrűzött, ami a horvátországi háború kitöréséhez vezetett. 1991. júniusában Jugoszlávia felbomlása részeként Horvátország kikiáltotta függetlenségét. Horvátország és a RSK deklarációit három hónapos moratórium követte, mielőtt október 8-án a határozat hatályba lépett. A RSK ezután 1993. elejére etnikai tisztogatás keretében kiűzte területéről a horvátokat és a nem-szerb civileket. 1993. novemberére kevesebb, mint 400 horvát maradt az Egyesült Nemzetek Szövetsége által védett déli szektorban, további 1500–2000 pedig az északi szektorban.
A konfliktusban a Jugoszláv Néphadsereg (JNA) egyre inkább a RSK pártjára állt, a horvát rendvédelem pedig tehetetlen volt, ezért 1991. májusában megalakult a Horvát Nemzeti Gárda (ZNG), melynek még az év novemberében Horvát Hadsereg (HV) lett a neve. A hadsereg fejlesztését azonban akadályozta az ENSZ szeptemberben életbe lépő fegyverembargója. A háború leghevesebb csatái, mint a laktanyacsata, Dubrovnik ostroma, és a vukovári csata 1991. utolsó hónapjaiban zajlottak.
1992. januárjában a háborút leállítandó, Horvátország, a JNA és az ENSZ képviselői a Vance-terv életbe léptetéséről egyeztek meg. Sikertelen tűzszünetek után az egyezség felügyelete és betartatása érdekében az ENSZ Védelmi Erői (UNPROFOR) bevonultak Horvátországba. Patthelyzet alakult ki, a felek állóháborúba kezdtek, a JNA pedig hamarosan visszavonult Bosznia-Hercegovina területére, ahol új konfliktus volt várható. Szerbia továbbra is a RSK-t támogatta, de a HV sorra foglalta vissza az apróbb területeket, így Dubrovnik ostromának vége és a Maslenica hadművelet is kisebb taktikai sikereket eredményezett. A HV sikereire válaszul a Krajinai Szerb Köztársasági Hadsereg (ARSK) tüzérséggel és rakétákkal szakaszosan támadott meg horvát falvakat.
Miután a JNA kivonult Horvátországból, emberei egy új boszniai szerb hadsereg létrehozását készítették elő, és 1992. január 9-én, még a február 29–március 1-i, Bosznia-Hercegovina függetlenségéről szóló népszavazás előtt kikiáltották a Bosznia-Hercegovinai Szerb Köztársaságot. A referendumot később a boszniai háború ürügyéül használták fel. A boszniai szerbek Szarajevó utcáin és más városokban is március 1-jén barikádokat állítottak, a másnap pedig már a háború első áldozatai is megvoltak a fővárosban és Dobojban. Március utolsó napjaiban a boszniai szerb hadsereg megkezdte Bosanski Brod bombázását, majd április 4-én Szarajevót is megtámadták. Az év végére a Boszniai Szerb Köztársaság kikiáltása után már a Boszniai Szerb Köztársasági Hadseregre (VRS) átnevezett erők uralták Bosznia-Hercegovina területének 70%-át. Ez az arány a következő két évben sem változott jelentősen. Habár a háború eredetileg a boszniai szerbek és a nem-szerbek között tört ki, év végére háromoldalúvá fajult, kezdetét vette ugyanis a horvát–bosnyák háború. A RSK-t csak korlátozott mértékben támogatta a Boszniai Szerb Köztársaság, amely alkalmi légicsapásokat indított Banja Lukából, illetve horvátországi településeket bombázott.

## Előzmények
1994 novemberében Bihács ostroma, a boszniai háború csatája kritikus szakaszba lépett, amikor a VRS és az ARSK közel került ahhoz, hogy elfoglalja Bihács városát a Bosznia-Hercegovinai Köztársaság Hadseregétől (ARBiH). A város stratégiai fontosságú volt, és Bosznia-Hercegovinában 1993 júniusa óta egyike volt a hat Egyesült Nemzetek Szervezete által védett területnek.
A Clinton-adminisztráció is úgy érezte, hogy a város szerb erők általi elfogása fokozza a háború intenzitását, és a konfliktus eddigienkél is nagyobb humanitárius katasztrófához vezet. A terület védelmét illetően azonban nézeteltérés alakult ki az Amerikai Egyesült Államok, Franciaország és az Egyesült Királyság között. Az Egyesült Államok a VRS ellen légicsapásokat szorgalmazta, de a franciák és a britek biztonsági aggályokra hivatkozva ellenezték azokat, arra hivatkozva, hogy az UNPROFOR részeiként Bosznia-Hercegovinában fenn kell tartani a francia és brit csapatok semlegességét. Az Egyesült Államok viszont nem volt hajlandó szárazföldi csapatokat bevetni.
Az európaiak azt is felismerték, hogy az Egyesült Államok nyugodtan javasolhatja a szerbekkel való katonai konfrontációt, miközben az európai hatalmakra hagyatkozik, hogy megakadályozzanak minden ilyen lépést, minthogy a francia elnök François Mitterrand minden katonai beavatkozást ellenez, nagyban elősegítve ezzel a szerb háborús erőfeszítéseket. A francia álláspont azonban megfordult, miután Jacques Chiracot 1995 májusában Franciaország elnökévé választották, mely arra késztette a briteket, hogy agresszívebb megközelítést alkalmazzanak.
Bihács szerbektől való megvédése Horvátországnak stratégiai fontosságú volt, mivel Janko Bobetko tábornok, a horvát vezérkar főnöke, úgy vélte, hogy Bihács potenciális eleste Horvátország háborús erőfeszítéseinek végét jelentheti.
1994 márciusában aláírták a washingtoni megállapodást, amely véget vetett a horvát–bosnyák háborúnak, és az MPRI (Military Professional Resources Incorporated) szervezetén keresztül Horvátország számára amerikai katonai tanácsadókat biztosított. Az Egyesült Államoknak ez a  szerepvállalása egy új katonai stratégiát tükrözött, amelyet Bill Clinton 1993 februárjában hagyott jóvá.
Az MPRI-t valójában azért kellett alkalmazni, mivel az ENSZ fegyverembargója még mindig érvényben volt, látszólag pedig az volt a feladata, hogy felkészítse a HV-t a NATO Partnerség a békéért (Partnership for Peace) programban való részvételre. Az MPRI 1995 januárja és áprilisa között 14 héten át képezte ki a HV tisztjeit és személyi állományát. Több forrás is felmerült, többek között Leslie Wayne cikke a The New York Times-ban, valamint különböző szerbiai médiajelentések, melyek szerint az MPRI doktrinális tanácsokat, stratégiatervezést és műholdas hírszerzési információkat is nyújtottak Horvátországnak, bár az MPRI amerikai és horvát tisztviselői tagadták az ilyen állításokat. 1994 novemberében az Egyesült Államok egyoldalúan megszüntette a Bosznia-Hercegovina elleni fegyverembargót, ami gyakorlatilag lehetővé tette a HV számára, hogy ahogy a fegyverszállítmányok áthaladtak Horvátországon, önmagát is ellássa fegyverekkel.
A washingtoni megállapodás eredményeként a horvát és az amerikai kormány és katonai tisztségviselők egy sor találkozót is folytattak Zágrábban és Washingtonban. 1994. november 29-én a horvát képviselők azt javasolták, hogy abból a célból, hogy a Bihácsot ostromló szerb haderő egy részét elvonják, és megakadályozzák a város szerbek általi elfoglalását, Livnóból kiindulva támadják meg a szerbek által birtokolt területet Bosznia-Hercegovinában. Mivel az amerikai tisztviselők nem reagáltak a javaslatra, a horvát vezérkar még aznap elrendelte Tél ’94 hadműveletet, amelyet a HV és a Horvát Védelmi Tanács (HVO) és Herceg-Bosznia katonai ereje hajtottak végre. A támadás amellett, hogy hozzájárult Bihács védelméhez, közelebb vitte a HV és a HVO arcvonalát az RSK ellátási útvonalaihoz.
1994-ben az Egyesült Államok, Oroszország, az Európai Unió (EU) és az ENSZ igyekezett felváltani az UNPROFOR-t behozó Vance-tervet. Megfogalmazták a Z-4 tervet, amely jelentős autonómiát biztosított a horvátországi szerb többségű területeknek.
A javasolt terv számos, és gyakran nem egyeztetett módosítása után, ideértve a tervezet elemeinek októberi, a sajtóba való kiszivárogtatását, a Z-4 tervet 1995. január 30-án mutatták be, de sem Horvátországnak, sem az RSK-nak nem tetszett a terv. Horvátország aggódott amiatt, hogy az RSK esetleg elfogadja, de Tuđman hamar rájött, hogy Milošević, aki végső soron RSK nevében dönt, ezt nem fogja elfogadni attól tartva, hogy precedenst teremtene a Koszovó politikai rendezése számára – ezzel lehetővé téve, hogy Horvátország elfogadja a tervet anélkül, hogy az megvalósítható lenne. Az RSK végül a tervet átvenni sem volt hajlandó, annak elfogadásáról nem is beszélve.
1994 decemberében Horvátország és az RSK gazdasági megállapodást kötött a közúti és vasúti kapcsolatok, a víz- és gázellátás helyreállításáról, valamint az Adria olajvezeték egy részének használatáról. Bár a megállapodás egy részét soha nem hajtották végre, az A3-as, Zágráb-Belgrád autópálya az RSK területén, Okucsány közelében lévő egy szakaszát, és a vezetéket is megnyitották. Egy 1995. április végén, a nemrég megnyitott autópályán történt halálos incidenst követően, a Villám hadművelettel május 4-ig Horvátország visszafoglalta az RSK teljes nyugat-szlavóniai területét. Válaszul az ARSK M-87 Orkan rakétákkal és kazettás bombákkal megtámadta Zágrábot. Ezt követően Milošević egy magas rangú jugoszláv tisztet, fegyvereket, tiszteket és több ezer, az RSK területén született, az ARSK-ba erőszakkal besorozott szerbet küldött az ARSK parancsnokságára.
Július 17-én az ARSK és a VRS, kiterjesztve a Pók hadművelet során elért eredményeket, új erőfeszítésekbe kezdett Bihács elfoglalására. A lépés lehetőséget biztosított a HV-nek, hogy a Livnói-völgyből előrenyomulva kiterjessze a Tél '94 hadműveletből származó területi nyereségét. Július 22-én Tuđman és Alija Izetbegović boszniai elnök aláírta a kölcsönös védelemről szóló felosztási megállapodást, amely lehetővé tette a HV nagyszabású bevetését Bosznia-Hercegovinában. A HV és a HVO a Nyár '95 hadművelet révén gyorsan reagált, és július 28–29-én elfoglalták Bosansko Grahovót és Glamočot. A támadás néhány ARSK egységet elvont Bihácstól, de messze nem annyit, mint várták, mégis előnyös helyzetbe hozta a HV-t, mivel elvágta a Krajinai Szerb Köztársaság fővárosát, Knint a Boszniai Szerb Köztársaságtól, valamint Jugoszláviától.
Július végén és augusztus elején további két kísérlet történt a Z-4 terv és az 1994-es gazdasági megállapodás feltámasztására. A július 28-ára összehívott tárgyalást az RSK figyelmen kívül hagyta, az utolsó tárgyalásokat pedig augusztus 3-án tartották Genfben, de ezek is gyorsan félbeszakadtak, mivel Horvátország és az RSK elutasította Thorvald Stoltenberg, az ENSZ-főtitkár különmegbízottja által javasolt kompromisszumot, amely lényegében egy későbbi időpontban tartandó további tárgyalásokat indítványozott. Ezen túlmenően az RSK elutasított egy sor horvát követelést, beleértve a leszerelést, és ismét elutasította a Z-4 tervet. A megbeszéléseket Horvátország arra használta fel, hogy előkészítse a diplomáciai talajt a küszöbön álló Vihar hadművelethez, amelynek tervezése július 31-én, a Brioni-szigeteken, Tuđman és a katonai parancsnokok találkozója idején fejeződött be.
A HV július végén, nem sokkal azután, hogy Zvonimir Červenko tábornok július 15-én új vezérkari főnök lett, nagyszabású mozgósítást kezdeményezett. 2005-ben a „Nacional” horvát hetilap arról számolt be, hogy az Egyesült Államok aktívan részt vett a Vihar hadművelet előkészítésében, nyomon követésében és megindításában, és hogy a Clinton elnök zöld jelzését az Egyesült Államok zágrábi katonai attaséja a hadművelet kezdetének valós idejében továbbította Pentagonnak.

## A szembenálló erők
A HV hadműveleti terve négy különálló részből állt, Vihar-1-től a 4-ig, amelyeket a különböző alakulatok saját hadműveleti övezetei alapján osztottak ki. Mindegyik terv négy és öt nap közötti időt vett igénybe. A HV által az RSK elleni támadásra szánt erőket öt hadtestbe, a spliti, gospići, károlyvárosi, zágrábi és belovári hadtestekbe szervezték. A horvát különleges rendőrség számára a spliti hadtest övezetében a gospić-hadtesttel való határ közelében egy külön, hatodik övezetet jelöltek ki. A Vihar hadművelet legfontosabb műveletét, a Vihar-4 tervet, a HV Ante Gotovina altábornagy parancsnoksága alatt álló spliti hadtestének kellett végrehajtani, amely a hadszíntér távoli, déli részén helyezkedett el. A hadtest a Kozjak-95 fedőnevet használva adta ki a csatára vonatkozó parancsokat, ami nem volt szokatlan gyakorlat. A 30 000 fős split hadtesttel szemben a 10 000 fős az ARSK 7. észak-dalmáciai hadteste állt, melynek Kninben volt a főhadiszállása, és Slobodan Kovačević vezérőrnagy parancsnoksága alatt állt. A 3100 fős különleges rendőrség, amelyet a spliti hadtest bal szárnyára, a Velebit-hegységre telepítettek, közvetlenül a HV vezérkarának volt alárendelve, amelyet Mladen Markač albornagy irányított.
A HV 25 000 fős gospići hadteste, melyet a hadművelet Vihar-3 komponensére jelölték ki, a különleges rendőri egység övezetének bal oldalán helyezkedett el, parancsnoka Mirko Norac tábornok volt. Vele szemben az ARSK 15. likai hadtest állt, amelynek Korenica volt központja, és Stevan Ševo vezérőrnagy volt a parancsnoka. A mintegy 6000 katonából álló likai hadtest az ARSK hátulsó, Bihácsi zsebében, és egy széles, de nagyon sekély területen, a HV gospići hadteste és az ARBiH egységei közé szorult. Az ARBiH 5. hadteste mintegy 2000 katonát telepített az övezetbe. A front egy 150 km-es szakaszára kijelölt gospići hadtest feladata az RSK erők kettévágása és az ARBiH-val való összeköttetés megteremtése, míg az ARBiH feladata a Bihácsi zsebbel érintkező ARSK erők lefoglalása volt.
A HV Miljenko Crnjac vezérőrnagy által vezényelt károlyvárosi hadteste a gospići hadtest bal szárnyán fedte le az Ogulintól Károlyvárosig terjedő területet, beleértve a Kordun területét, és feladata a Vihar-2 terv végrehajtása volt. A hadtest 15 000 katonából állt, és az volt a feladata, hogy lefoglalva a területen levő ARSK-erőket, megvédje a zágrábi és gospići hadtest szárnyait. Előretolt parancsnoki harcálláspontja Ogulinban volt. Vele szemben az ARSK 21. korduni hadteste állt, amelynek főhadiszállása Petrova Gora volt, és amely 4000 katonából állt (de az egyik dandárja már a zágrábi hadtesttel állt szemben). A 21. korduni hadtestet kezdetben Veljko Bosanac ezredes irányította, de őt augusztus 5-én este Čedo Bulat ezredes váltotta fel. Ezen túlmenően az ARSK különleges hadtestének zöme is jelen volt a területen Milorad Stupar vezérőrnagy parancsnoksága alatt. Az ARSK különleges hadteste 5000 fős volt, a Vihar hadművelet kezdetén nagyrészt a Bihácsi zseb felé fordulva. Az ARSK páncélos állománya és tüzérsége a hadműveleti területen meghaladta a HV-ét.
A Vihar-1 tervvel megbízott HV zágrábi hadtestet, amelyet kezdetben Ivan Basarac vezérőrnagy irányított, a károlyvárosi hadtest bal szárnyán, három fő támadási irányba, Glina, Petrinya és Hrvatska Kostajnica felé vetették be. vele szemben az ARSK 39. banijai hadteste állt, amelynek székhelye Glinában volt és parancsnoka Slobodan Tarbuk vezérőrnagy volt. A zágrábi hadtest feladata volt Petrinya megkerülése abból a célból, hogy hatástalanítsa az ARSK tüzérségét és rakétavetőit, amelyek potenciálisan horvát városokat céloztak meg. Másodlagosan Sunjából Hrvatska Kostajnica felé kellett támadnia, de a másodlagos küldetés veszélybe került, amikor a különleges rendőrség és a 81. gárdazászlóalj egy, az előrenyomulás élére tervezett zászlóalját máshova vezényelték, ami a terv módosítását kényszerítette ki. A zágrábi hadtest 30 000 katonából állt, míg vele szemben az ARSK 9000 katonája, és hátukban lévő Bihácsi zsebben mintegy 1000 ARBiH katona sorakozott fel. A Vihar hadművelet kezdetén körülbelül 3500 ARSK katona állt érintkezésben az ARBiH-val. A HV belovári hadteste, a zágrábi hadtest bal szárnyán helyezkedett el, és az Una folyó menti területet fedte le, előretolt parancsnoki harcálláspontja pedig Novszkában volt. Az alakulat parancsnoka Luka Džanko vezérőrnagy volt. A belovári hadtesttel szemben az ARSK banijai hadtestének egy része állt. A belovári hadtest számára nem adtak ki külön hadműveleti tervet, de őket is bevonták az augusztus 2-iki támadásba.
Az ARSK a térségben két részre osztotta erőit. Az észak-dalmáciai és a likai hadtestet az ARSK vezérkarának rendelték alá, a többit pedig a Mile Novaković alezredes által vezényelt kordun operatív csoportba csoportosították. Területileg a felosztás az ENSZ védett területei északi és déli szektorának felelt meg.
A hadviselő felek által bevetett csapatok összlétszámára vonatkozó becslések jelentős eltéréseket mutatnak. A horvát haderőt 100 000 és 150 000 közöttire becsülik, de a legtöbb forrás körülbelül 130 000 katonát jelöl meg. Az ARSK hadereje az északi és déli szektorban a Vihar hadművelet előtt körülbelül 43 000-re becsülte. Az egyes ARSK-hadtestek haderejére vonatkozó részletesebb HV-becslések 34 000 katonát jelöltek meg, míg a szerb források 27 000 katonát jeleznek. Az eltérést a szakirodalomban általában kb. 30 000 ARSK katonára becsülik. Az ARBiH az ARSK Bihács melletti állásai ellen hozzávetőleg 3000 katonát vetett be. Az 1994 végén a Fikret Abdić vezette az RSK és a Bihácsi zseb közötti Nyugat-Boszniai Autonóm Tartomány (APWB) mintegy 4-5000 katonát vezényelt Velika Kladušától délre az ARBiH erők ellen.

## A hadművelet lefolyása

### Augusztus 4.
A Vihar hadművelet 1995. augusztus 4-én hajnali 5 órakor kezdődött, amikor a Horvát Légierő (CAF) légicsapásaival összhangban, amelyek célja az ARSK parancsnoki irányításának és kommunikációjának megzavarása volt, felderítő és szabotázsosztagok koordinált támadásokat hajtottak végre. Az ENSZ békefenntartóit (Egyesült Nemzetek Bizalom-helyreállító Művelete – UNCRO) három órával a támadás előtt értesítették, amikor Tuđman vezérkari főnöke, Hrvoje Šarinić felhívta az UNCRO parancsnokát, Bernard Janvier francia tábornokot. Ezen túlmenően minden HV alakulat értesítette az útjában álló UNCRO szektort a támadásról, írásos megerősítést kérve az információ átvételéről. Az UNCRO, megerősítve az RSK előző napon a Jugoszláv Hadsereg vezérkarától kapott figyelmeztetéseket, továbbította az információt az RSK-nak.

#### Déli szektor
A split hadtest körzetében, hajnali 5 órakor tüzérségi előkészítés után a 7. gárdadandár Bosansko Grahovótól délre, a Knin előtt magaslat felé haladt. Az észak-dalmáciai hadtest és az RSK rendőrség elemeiből álló ARSK 3. harccsoportja ellenében a 7. gárdadandár elérte aznap kitűzött célját, ezzel lehetővé téve a 4. gárdadandár támadását. A két dandár bal szárnyán álló HV sinji műveleti csoport (OG) csatlakozott a támadáshoz, és 126. honvédezrede átvéve az irányítást a rá néző terület felett, elfoglalta a Sinj-Knin úton fekvő Uništát. A 144. dandár és a 6. honvédezred is visszaszorította az ARSK erőit. A šibeniki OG egységei az ARSK 75. gépesített dandárjával és az ARSK észak-dalmáciai hadteste 2. gyalogdandárának egy részével álltak szemben. Itt a 142. és a 15. honvédezred a Krka és Drniš közötti területen kisebb előrehaladást ért el, míg a 113. gyalogdandár a bal szárnyán valamivel nagyobb előretörést produkált Čista Velika irányában. A zárai OG körzetében a 134. honvédezred (2. zászlóalja nélkül) nem tudott előrenyomulni, míg a 7. honvédezred és a 112. HV-dandár alig nyert teret Benkovacnál az ARSK 92. gépesített- és 3. gyalogdandárjával szemben. A Velebiten a 9. honvéddandár 2. zászlóalja, amelyet a 7. honvédezred egy századával erősítettek meg, és a 134. honvédezred 2. zászlóalja makacs ellenállásba ütközött, de kellően előrehaladt ahhoz, hogy az Obrovac-Sveti Rok út biztonságos használatát lehetővé tegye. 16 óra 45 perckor az RSK elnöke Milan Martić döntött az észak-dalmáciai és likai területek lakosságának evakuálásáról. Milisav Sekulić RSK vezérőrnagy szerint Martić azzal a céllal rendelte el az evakuálást, hogy rábírja Miloševićet és a nemzetközi közösséget az RSK megsegítésére. Ennek ellenére az evakuálást a Kordun kivételével kiterjesztették az egész északi és déli szektorra. Este az ARSK vezérkara Kninből a 35 km-re északnyugatra fekvő Srbbe települt át.
Hajnali 5 órakor a horvát különleges rendőrség, erős ellenállásba ütközve az ARSK Lika hadtest 4. könnyűdandárja és a 9. gépesített dandár elemei részéről a Velebit Mali Alan-hágójáig nyomult. A hágót 13 órakor, Sveti Rok falut pedig 17 óra körül foglalták el. A különleges rendőrség tovább haladt a Mali Alan mögött, de este 9-kor újabb ellenállásba ütközött, majd hajnali 5 óráig fedezékbe húzódott. Az ARSK 9. gépesített dandárja, miután kiszorították velebiti állásaiból visszavonult Udbinába. Délelőtt a különleges rendőrség elfoglalta Lovinac, Gračac és Medak településeket.
A gospići hadtest körzetében a 138. honvédezred és az 1. gárdadandár 1. zászlóalja délelőtt Kis-Kapela térségében kezdett keleti irányú támadásba, és erős ellenállásba ütközött az ARSK 70. gyalogdandárja részéről. Az 1. gárdadandár többi része éjfél körül csatlakozott hozzá. A 133. honvédezred Otocsántól keletre, Vrhovine felé támadt, és megpróbálta bekeríteni az ARSK 50. gyalogdandárját és az ARSK 103. gyalogdandárjának elemeit. Annak ellenére, hogy az ezred előrehaladt, nem érte el az aznapi célt. Az ezred jobb szárnyán a HV 128. dandárja a 8. honvédezred 3. zászlóaljával együtt haladt előre, és átvágott a Vrhovine-Korenica úton. A 9. gárdadandár többi tagja, a HV 118. honvédezred nagy része és a 111. gyalogdandár az ARSK 18. gyalogdandár igen erős ellenállásába ütközve Gospićtól és Lički Osiktól keletre nyomult előre. E kudarcok eredményeként a gospići hadtest nem teljesítette az az napra kitűzött célokat.

#### Északi szektor
A HV károlyvárosi hadteste ogulini körzetében a 99. dandár a 143. honvédezred saborskói századával megerősítve hajnali 5-kor Plaški felé indult, de a haderőt fegyelmezetlenség miatt 6 órára megállították és visszafordították. A 143. honvédezred, aknamezőkkel és erős ARSK ellenállással találkozva Josipdolból Plaški felé haladt. Elemei a 14. honvédezredhez csatlakoztak, és Barilovićon keresztül Szluin felé nyomultak előre. Károlyváros közelében augusztus 3-án éjfél körül a 137. honvédezred négy felderítő csoportot vetett, majd tüzérségi előkészítést követően hajnali 5 órakor megkezdte a Korana folyón való átkelést. Az előrenyomulásnak az ARSK 13. gyalogdandárja hevesen ellenállt, de a hídfő a nap végére már stabil volt. A 110. honvédezred a 137. honvédezred egy századával megerősítve kelet felé haladt, egészen Károlyvárosból délre Vojnićba és Szluinba vezető útig, ahol heves ellenállásba ütközött, és a taposóaknák miatt jelentős veszteségeket szenvedett, ami az egységet demoralizálta és megakadályozza további előretörését. Emellett a 137. honvédezred és a 104. dandár hozzácsatolt százada sem tudta biztosítani az ezred szárnyait. A 104. dandár hajnali ötkor megpróbált átkelni a Kulpa folyón, ami nem sikerült, és reggel 8 órára visszahátrált kiinduló helyzetébe, majd ezután a 110. honvédezred által létesített hídfőre vezényelték át. A 99. dandár egy századát a másnapi hadműveletre a 143. honvédezredhez csatolták, a dandárból pedig egy 250 fős harccsoportot vontak ki és közvetlenül a károlyvárosi hadtestnek rendelték alá.
A zágrábi hadtest területén a HV a 20. honvédezred és a 153. dandár segítségével Glina felé két ponton, Pokupskóban és annak közelében is átkelt a Kulpa folyón. Mindkét átkelőnél hídfőállást hozott létre, bár az egységek nagy része visszavonulni kényszerült, amikor az ARSK ellentámadásba lendült, és csak a 153. dandár egy zászlóalja és a 20. honvédezred elemei tartották meg a helyüket. Mivel a HV előrenyomulása egy létfontosságú glinai utat fenyegetett, az átkelések arra késztették az ARSK vezérkarát, hogy parancsot adjon a különleges hadtest 2. páncélos dandárjának, hogy Szluinból vonuljanak a hídfők felé. A HV 2. gárdadandár és a 12. honvédezred feladata az volt, hogy az ARSK 31. gépesített dandárját átkaroló mozdulattal gyorsan elfoglalják Petrinyát. Az eredeti tervet, amely Petrinyától délre 6–7 km-re végrehajtandó csapást tartalmazott, Basarac módosította a város elleni közvetlen támadásra. A jobb szárnyon az ezredet hamarosan aknamezők állították meg, és visszavonulásra kényszerültek, míg a 2. gárdadandár nagy része egy századparancsnok és öt katona elvesztését követően megingott. A 2. gárdadandár többi része – amelyet a 2. zászlóalj, a 12. honvédezred elemei, az 5. páncéltörő tüzérzászlóalj és a 31. mérnökzászlóalj erősítettek – a támadás bal oldalán tevékenykedő 2. harcászati csoportot (TG2) képeztek.
A TG2 Mošćenicából, Petrinyától rövid távolságra haladt előre, de megállították, miután a 2. zászlóalj parancsnoka és hat katona meghalt. Az ARSK 31. gépesített dandárja is pánikba esett, de ahogy erősítést kapott, sikerült stabilizálnia a védelmét. A HV 57. dandárja, a Petrinya-Hrvatska Kostajnica út elérésével Petrinyától délre nyomult előre, de egy aknamezőre futott, ahol a dandár parancsnoka életét vesztette, míg a háta mögött álló 101. dandár heves tüzérségi tüzet kapott és veszteségeket szenvedett. Sunja térségében a 17. honvédezred és a 151. dandár egy százada sikertelenül támadta meg az ARSK 26. gyalogdandárt. Később, még aznap a 151. dandár többi részének külön indított támadása is kudarcot vallott. A HV 103. dandár a Sunja-Sziszek vasútig nyomult előre, de a heves tűz hatására vissza kellett vonulnia. Az első napon a zágrábi hadtest egyetlen célt sem tudott teljesíteni. Ennek oka a létszámhiány volt, ezért a hadtest a 102. dandár, valamint az 1. és 21. honvédezred mozgósítását kérte. A 2. gárdadandárt a korábban Ivanić-Gradban tartalékban tartott 149. dandár 1. zászlóaljával erősítették meg.
A belovári hadtest körzetében a 125. honvédezred két zászlóalja Jasenovac közelében átkelt a Száva folyón, ahol hídfőt biztosítottak a mögöttük haladó HV-egységek számára, majd előrenyomultak Hrvatska Dubica irányába. A két zászlóaljat ugyanabból az ezredből egy további század, az 52. honvéd ezred egy zászlóalja, a 265. felderítő század és végül a 24. honvédezred harccsoportja követte. Az 52. honvédezred felderítő szakasza a Száva folyón átkelt a Boszniai Szerb Köztársaságba, majd két gyalogsági század számára hídfőállást létesített. Ezután mielőtt visszatértek volna horvát földre megrongálták a Bosanska Dubica-Gradiška utat. A belovári-hadtest egységei még az esti órákban elérték Hrvatska Dubica külvárosát. Azon az éjszakán Hrvatska Dubica városát elhagyták az ARSK csapatai és a civil lakosság. Délre menekültek a Száva folyón át Bosznia-Hercegovinába.

### Augusztus 5.

#### Déli szektor
Az augusztus 4-ről 5-re virradó éjszaka, amikor a HV nem haladt előre Knin felé, az ARSK vezérkara a 75. gépesített dandár egy zászlóalját arra utasította, hogy Knintől északra helyezkedjen el. 5-én ahogy a HV 4. gárdadandárja dél felé haladt Knin felé, megvédve a 7. gárdadandár jobb szárnyát, az ARSK észak-dalmáciai hadteste egyre koordinálatlanabbá vált. A 7. gárdadandár csak csekély ellenállásba ütközött, és délelőtt 11 óra körül behatolt a városba. Az újonnan alakult HV knini hadtest parancsnokává Ivan Čermak altábornagyot nevezték ki. A sinji OG teljesítette céljait, elfoglalta Kozjakot és Vrlikát, és csekély ellenállásba ütközött, amikor az ARSK 1. könnyűdandárja rendezetlenül visszavonult Kninbe, majd Likába. 20 órára a šibeniki OG egységei Poličnik (113. dandár), illetve Đevrske (15. honvédezred) felé haladtak, és elfoglalták Drnist (142. honvédezred), míg az ARSK 75. gépesített dandárja a 3. gyalogdandárral és a 92. gépesített dandárral együtt Srb és Bosanski Petrovac irányába vonult vissza, így a zárai OG egységei csekély ellenállással találkoztak. A 7. honvédezred elfoglalta Benkovacot, míg a 112. dandár behatolt Smilčićbe, a 9. gárdadandár egységei pedig elérték Obrovacot.
A 138. honvédezred és az 1. gárdadandár Lička Jesenica felé nyomult előre, utóbbi tovább folytatta támadását Saborsko felé, míg a 119. dandár 2. zászlóalja az esti órákban érte el a területet. Ekkor a parancsnoksága a 133. honvédezredet a 150. dandár egy zászlóaljával erősítette meg, lehetővé téve az ezred előző napi célkitűzéseinek elérését, részben pedig Vrhovinénál bekerítve az ARSK haderőt. A 154. honvédezredet is mozgósították és Ličko Lešće területén vetették be. A 9. gárdadandár (2. zászlóalja nélkül) az udbinai légitámaszpont felé haladt, melyet az ARSK erők elkezdtek kiüríteni. A 111. dandár és a 118. honvédezred is kis mértékben haladt előre, az ARSK vonalai mögé.

#### Északi szektor
A 143. honvédezred Plaški felé nyomult előre, és még aznap este el is foglalta a várost, míg a 14. honvédezred a Szluintól 12 km-re északnyugatra fekvő Primišljét vette be. 0:30-kor a Korana hídfőjénél az ARSK 13. gyalogdandárja és a 19. gyalogdandár egy százada ellentámadásba lendült, aminek következtében a 137. honvédezred zöme pánikba esett és átmenekült a folyón. Az ezrednek a hídfőben csak egyetlen szakasza maradt, de az ARSK csapatai nem éltek a lehetőséggel a hídfő megsemmisítésére. Reggel az ezred, megerősítve a 104. dandár 350 fős harccsoportjával (beleértve egy harckocsi szakaszt és a rakéta sorozatvetőket), valamint a 148. dandár egy századával (melyet a károlyvárosi hadtest hadműveleti tartalékából vezényeltek oda) újra birtokba vette a hídfőt. Az ezrednek és a harccsoportnak a Károlyváros-Szluin út irányában sikerült kiterjesztenie a hídfőt. A 110. honvédezred Károlyvárostól délre ismét támadott, de a felkészült ARSK védelem visszaverte. Azon az éjszakán a károlyvárosi hadtest úgy döntött, hogy a 110. honvédezred és a 104. dandár elemeit a Korana hídfőhöz helyezi, míg az ARSK 13. gyalogdandár egy körülbelül 30 kmes kiterjedésű területen, Szluintól északra, a Korana jobb partjára vonult vissza.
A csata második napján a zágrábi hadtest alig, vagy egyáltalán nem haladt előre. Amíg a 153. dandár elhagyta hídfőjét, a 20. honvédezred szerény mértékű előrenyomulásával a 2. gárdadandár egy részét Glina felé vezényelték. Petrinya környékén a HV fokozatosan haladt előre, de néhány területen az ARSK ellentámadása visszaszorította, majd a hadihelyzetet jelentős áldozatok árán megfordította a 2. gárdadandár újabb lökése. A zágrábi hadtest parancsnokát Tuđman elnök utasítására Petar Stipetić altábornagy váltotta fel. A 102. dandárt a HV átvezényelte Glina irányába, az 57. dandárt pedig a 149. dandár 2. zászlóaljával erősítették meg. A 145. dandárt Popovačából Sunja környékére helyezték át, ahol az ARSK kezében lévő területen a 17. honvédezred és a 151. dandár kisebb előrenyomulást hajtott végre.
A belovári hadtest körzetében a keletről előrenyomuló 52. és 24. honvédezred, valamint az északról közeledő 125. honvédezred elfoglalta Hrvatska Dubicát. A 125. honvédezred megszállta a várost, míg az 52. honvédezred északnyugati irányba indult el a zágrábi hadtest várható állásai felé, de a zágrábi hadtest késése miatt a kapcsolatfelvétel nem sikerült. A 24. honvédezred a körülbelül 4 km-t haladt Hrvatska Kostajnica felé, amikor az ARSK csapatai megállították. Válaszul a hadtest Újgradiskából odavezényelte a 121. honvédezred egy zászlóalját és egy felderítő szakaszát, hogy segítsék az előrenyomulást a város felé. Az ARBiH 505. dandárja és az 511. hegyi dandár észak felé nyomult Dvor irányába, ahol a banijai hadtest egyetlen tartalék egységével, az ARSK 33. gyalogdandárjával került szembe.

### Augusztus 6.
Augusztus 6-án, miközben Tuđman elnök Kninbe látogatott, a HV tisztogatási műveleteket végzett Obrovac, Benkovac, Drniš és Vrlika környékén. Ezt követően a Velebiten, illetve annak közelében lévő célpontjaik biztosítása érdekében a különleges rendőrség gyalogságát az ARSK vonalai mögé vezényelték, hogy akadályozzák az ARSK csapatainak ottani mozgását, valamint Bruvno és Otrić falvakban reggel 7, illetve 11 órára foglalják el a stratégiai pontokat.
Éjfélkor az ARBiH 501. és 502. hegyi dandárjának egységei Bihácstól nyugatra az ARSK likai hadtestnek a csata kezdete óta tartalékban maradt, csökkentett létszámú erői ellen nyomultak előre. Az 501-es dandár reggel 8 órára mintegy 10 km-t nyomult be horvát területre, Ličko Petrovo Selo és a Plitvicei-tavak térségében. Az 502-es dandár a Plješivica-hegységben elfoglalt egy ARSK radart és kommunikációs létesítményt, és Korenica felé haladt tovább, ahol az ARSK egységei megállították. A HV 1. gárdadandárja délelőtt 11 órára elérte Rakovicát, és Drežnik Grad környékén csatlakozott az ARBiH 5. hadtestéhez. A dandárt támogató 119. dandár és a 154. honvéd ezred egy zászlóalja Tržačka Raštela és Ličko Petrovo Selo területén foglalt állást. Délután Tržačka Raštelában a médiának is megrendezték a horvát és bosnyák egységek összetalálkozási ceremóniáját. A 138. honvédezred teljesen bekerítette Vrhovinét, amelyet a nap végére a 150. dandár egy zászlóaljával megerősített 8. és a 133. honvédezred elfoglalt. A HV 128. dandár behatolt Korenicába, míg a 9. gárdadandár Udbina felé folytatta útját.
A 143. honvédezred Broćanac felé haladt, ahol csatlakozott az 1. gárdadandárhoz. Innen az ezred az 1. gárdadandár és a 14. honvédezred elemeinek kíséretében Szluin felé haladt tovább, és 15 órára elfoglalta a várost. A 14. honvédezred előrenyomulását a szárnyait biztosító 148. dandár támogatta. Az ARSK 13. gyalogdandárja a polgári lakossággal együtt észak felé, Topuszka felé haladva kivonult Szluinból. A 137. honvédezred és az erősítésére vezényelt különböző egységek támadásuk során a Szluintól 18 km-re fekvő Veljunban kiszélesítették a hídfőt, és egyesültek a 14. honvédezreddel. A 149. dandár többi részét (az 1. zászlóalj nélkül) a 137. honvédezred megerősítésére, a zágrábi hadtesttől a károlyvárosi hadtesthez vezényelték át. Délelőtt 11 órakor megállapodás született az ARSK, valamint a glinai és vrginmosti polgári hatóságok között, amely biztosította a civileknek a térségből történő evakuálását. Az ARBiH 502. hegyi brigádja is észak felé vonult, és nyugati irányból elérte az APWB fővárosát, Velika Kladusát és a nap végére el is foglalta a várost.
A TG2 nehéztüzérségi előkészítés után körülbelül reggel 7 órakor hatolt be Petrinyába. A 12. honvédezred nyugat felől hatolt be a városba, majd belőlük alakították meg a Petrinya és környékének helyőrségét. Petrinya elvesztése után az ARSK banijai hadtestének zöme Dvor felé kezdett visszavonulni. A HV 57. dandárja gyenge ellenállással szemben haladt előre, és átvette a Petrinya-Hrvatska Kostajnica út ellenőrzését. Augusztus 6-ról 7-ére virradó éjszaka a 20. honvédezred a horvát rendőrség és a 153. dandár elemei támogatásával az erős ellenállás ellenére elfoglalta Glinát. A 153. dandár ezután olyan állásokat foglalt, amelyek a 2. gárdadandárral koordinálva, amely Petrinya felől délre, a Zrinyi-hegység irányába haladt, és felszámolási műveleteket végzett, lehetővé tették a további előrenyomulás folytatását Maja felé. A 140. honvédezred a 2. gárdadandár mellett állt a Zrinyi-hegység északi lejtőjén, míg az 57. dandár elfoglalta Umetić falut. A 103. és a 151. dandár, valamint a 17. honvédezred a HV 145. dandár egy zászlóaljával megerősítve, amely még aznap délután megérkezett, Hrvatska Kostajnica felé nyomult előre. Dél körül a 151. dandár a Sunja-Hrvatska Dubica úton csatlakozott a belovári hadtest alakulataihoz. Őket bízták meg azzal a feladattal, hogy ezt követően biztosítsák a környék útjait.
Glina elfoglalásával a HV csapdába ejtette az ARSK korduni hadtestének nagy részét és a Topuszka térségében menekülő mintegy 35 000 szerb civilt, ami arra késztette a parancsnokot, hogy UNCRO védelmet kérjen. A Vojnićból Topuszkához közeledő 1. gárdadandár parancsot kapott az ARSK kordun hadteste elleni harcra, de a parancsot éjfélkor a HV vezérkar főnöke visszavonta. Ehelyett a zágrábi hadtestet utasították, hogy készítsen fel egy dandár erejű egységet, amely a fegyvertelen személyeket, az ARSK-tiszteket és altiszteket oldalfegyverrel Dvorba kíséri, és lehetővé teszi számukra, hogy átkeljenek Bosznia-Hercegovinába. Az ENSZ-csapatoktól kapott információk alapján azt feltételezték, hogy a banovinai ARSK erők megadják magukat.
A 121. honvédezred egy zászlóalja bevonult Hrvatska Kostajnicára, míg a 24. honvédezred harccsoportja biztosította maga mögött az országhatárt. Az 52. honvédezred csatlakozott a zágrábi hadtesthez, majd délre fordult a város felé, és még aznap este elérte. Hrvatska Kostajnica elfoglalásával a belovári hadtest az összes előzetesen megszabott célkitűzését teljesítette.

### Augusztus 7.
Az 1. horvát gárdadandár megérkezett Knin térségébe, hogy kapcsolatot létesítsen a 4., 7. és 9. gárdadandár elemeivel, akiknek a másnapi északi előrenyomulás volt a feladata. A spliti hadtest parancsnoksága is Kninbe költözött. A horvát különleges rendőrség továbbment Gornji és Donji Lapacra 14 órára elérve a gospići és a spliti hadtest körzete közötti határvonalat. A horvát különleges rendőrség 15 óráig felvette a kapcsolatot a 4. gárdadandár ortići, és a gospići hadtest udbinai egységeivel is. Este 7-re a különleges rendőrség egy zászlóalja biztosítva a területet Kulen Vakuf közelében elérte a határt.
Reggel a 9. gárdadandár (2. zászlóalja nélkül) elfoglalta Udbinát, ahol felvette a kapcsolatot a 154. honvédezreddel amely elérte a Korbavamező ellentétes szélét. A nap végére a Vihar hadműveletnek a gospići hadtest számára megszabott célkitűzései teljesültek.
A HV vezérkar egyik előretolt parancsnoki harcálláspontját Ogulinból Szluinba helyezték át, és ez vette át az 1. gárdadandár, a 14. honvédezred és a 99. dandár közvetlen irányítását. A 14. honvédezred ellenőrzése alá vonta Szluin környékét, és a Korana bal partjára vonult, hogy kapcsolatba lépjen az előrenyomuló károlyvárosi különleges rendőrséggel. A térségben az ezred és a 99. dandár elemei biztosították az országhatárt. Amikor a károlyvárosi hadtest megváltoztatta fő támadási irányát, az 1. gárdadandár a Kordun felé nyomult előre. A 110. honvédezred és a 104. dandár egységei kora délután értek a nagyrészt elhagyott Vojnićhoz, majd az 1. honvéddandár, a 143. honvéddandár és a 137. honvédezred következett. Estére más HV egységek is csatlakoztak hozzájuk.
A 2. gárdadandár Maja felől Dvor felé haladt előre, de körülbelül 25 km megtétele után rövid időre megállították az ARSK egységei és a város felé tartó civilek. A területen a dandár egyes elemei tisztogatást végeztek. Az ARSK 33. gyalogdandára tartotta ellenőrzése alatt Dvorban azt a közúti hidat, amely az Una folyón ARSK-t és a Boszniai Szerb Köztársaságot kötötte össze. A dandárt azonban kiszorította az ARBiH 5. hadteste, és éppen az Unától délre vonult vissza, amikor az ARSK 13. gyalogdandára és a korduni civilek Dvorba értek. A 17. honvédezred, valamint a HV 145. és 151. dandár elemei Hrvatska Kostajnicán keresztül jutottak el Dvorba, és érintkezésbe kerültek az ARSK 13. gyalogdandárral, valamint az ARSK 24. gyalogsági és 2. páncélosdandár elemeivel, amelyek Glinából vonultak vissza. Mivel az ARSK korduni hadtestének várt megadása nem következett be, a HV-t utasították, hogy újra vegye fel a harcot. A jelentős ellenállás ellenére Horvátország védelmi minisztere, Gojko Šušak este 6 órakor, 84 órával annak kezdete után bejelentette a jelentős hadműveletek végét.

### Augusztus 8–14
Augusztus 8-án a 4. és 7. gárdadandár, a 9. gárdadandár 2. zászlóalja és az 1. honvéd gárdadandár északra, Lička Kaldrmáig és Bosznia-Hercegovina határáig nyomult előre, este 8 órára felszámolva Donji Lapacban és Srb területén az ARSK ellenállás utolsó nagyobb egységeit, ezzel a spliti hadtest is elérte összes, a Vihar hadművelettel kapcsolatban megszabott célkitűzését. Vojnić elfoglalása után a károlyvárosi hadtest egységeinek zöme a körzetében végzett harci cselekmények felszámolását kapta feladatul. A 2. gárdadandár elemei Dvortól délnyugatra eljutottak a horvát határhoz, ahol a város teljes ellenőrzéséért folytatott harcok zajlottak, és felvették a kapcsolatot az ARBiH 5. hadtestével.
Mivel Tuđman aznap délután elrendelte a katonai műveletek leállítását, az ARSK kordun hadtest is elfogadta, hogy megadja magát. A megadás feltételeiről szóló tárgyalásokat ugyanazon a napon 13:20-kor tartották Glinában, az ukrán UNCRO csapatok parancsnoki főhadiszállásán, és Topuszkában 14 órakor aláírták a megadási dokumentumot. Horvátországot Stipetić altábornagy, míg az RSK-t Bulat, az ARSK korduni hadtestének parancsnoka és Tošo Pajić belügyminiszter képviselte. Az átadás feltételei meghatározták a fegyverek másnapi átadását, kivéve a tisztek oldalfegyverét, valamint a személyek evakuálását Topuszkából Glinán, Sziszeken és a a horvát katonai és polgári rendőrség által védett Zágráb-Belgrád autópályán keresztül Szerbiába.
Augusztus 9-én a különleges rendőrség, miután négy nap alatt gyalogosan több mint 150 km-t  tett meg, átadta állásait a HV-nek. Az 1. gárdadandár, más HV egységek által követve, bevonult a Vrginmostba. A 110. és a 143. honvédezred felszámolási műveleteket végzett Vrginmost és Lasinja környékén. A 137. honvédezred Vojnić térségében, a 14. honvédezred pedig Szluin, Cetingrad és Rakovica térségében végzett felszámolási műveleteket. A HV késő este, nem sokkal azután, hogy a civilek befejezték az evakuálást elfoglalta Dvort. A későbbiekben számos HV honvéd gárdaegységet bíztak meg további felszámolási műveletekkel.
Augusztus 10-én a HV 57. dandárja Gvozdanszkótól délre elérte a horvát határt, míg a 2. gárdadandár elemei Dvorig mentek, a 12. honvédezred pedig elfoglalta a Dvortól délre, a horvát határon fekvő Matijevićit. A zágrábi hadtest arról számolt be, hogy területén a teljes országhatárt ellenőrzésük alá vonták, és a Vihar hadművelet összes célkitűzését elérte. A banovinai felszámolási műveletek augusztus 14-ig tartottak, és a Zrinyi-hegységben és a Petrova gora-hegységben speciális rendőri egységek csatlakoztak a műveletekhez.

## Kísérő hadműveletek
Az északi és déli szektoroktól távol eső horvátországi területek védelme érdekében, miközben a Horvát Védelmi Tanács (HVO) korlátozott offenzívát indított Glamočtól és Kuprestől északra a Boszniai Szerb Köztársaság Hadserege (VRS) erői egy részének lefoglalására, a HV védelmi műveleteket hajtott végre annak érdekében, hogy kihasználja a helyzetet, és a további előrenyomulás érdekében előnyös pozíciókat szerezzen. Augusztus 5-én a HVO 2. és 3. gárdadandárja megtámadta a VRS-t, hogy miközben leköti a VRS 2. krajina hadtestének egy részét, Tomislavgradtól északra kis előrehaladást elérve, kedvezőbb pozíciókat biztosítson a Šipovo és Jajca felé irányuló jövőbeli támadásokhoz,. Az általános harctéri helyzet következtében a VRS ereje, mivel nem volt tartaléka, csak néhány ellentámadásra korlátozódott Bihács és Grahovo környékén, A legjelentősebb ellentámadást a VRS 2. krajinai hadteste indította augusztus 11/12-én éjjel. Ez áttörte a 141. dandár arcvonalát, amely a HV tartalék gyalogságából állt, és elérte Bosansko Grahovo külvárosát, de a támadást a HV a 4. és a 7. gárdadandárból egy-egy zászlóalj felhasználásával, valamint a 6. és a 126. honvédezred támogatásával visszaverte.

### Főnix hadművelet
A HV eszéki hadtestének feladata volt, hogy Kelet-Szlavóniában megakadályozza az ARSK, illetve a Jugoszláv Hadsereg erőinek nyugat felé történő előrenyomulását, és ellentámadást hajtson végre a SAO Kelet-Szlavónia, Baranya és Nyugat-Szerémség ARSK által Vukovár körül birtokolt területre. Az eszéki hadtest küldetésének kódneve „Főnix” hadművelet (Operacija Fenix) volt. A hadtest irányítása alá a 3. és az 5. gárdadandár, valamint további hat HV-dandár és hét honvédezred tartozott. További erősítést biztosítottak az egyébként közvetlenül a HV vezérkarnak alárendelt speciális alakulat szintű egységek, beleértve a Mi–24-es harci helikopterszázad egy részét. Annak ellenére, hogy a HV és az ARSK 11. szlavónia-baranyai hadteste között tüzérségi és kézifegyver lövedékekkel tűzpárbaj folyt, a régióban nem történt komolyabb támadás. A legjelentősebb összehangolt ARSK erőfeszítés augusztus 5-én történt, amikor a tűzpárbajt három RSK légitámadás, valamint a Vinkovcétől északkeletre fekvő Berzétemonostor elleni gyalogsági és harckocsiroham tetézte. Annak ellenére, hogy Vihar hadművelet a jugoszláv hadsereget jelentős tüzérségi, páncélos erő és gyalogság mozgósítására késztette a kelet-szlavóniai határvidéken, de nem vett részt a csatákban.

### Misztrál hadművelet
Dél-Horvátországban a HV Dubrovnik térségének védelmére, Trebinje és a Kotori-öböl környékén, a VRS hercegovinai hadtestével és a Jugoszláv Hadsereggel szemben vonult fel. A „Misztrál” fedőnevű terv a 114., 115. és 163. dandár, a 116. és 156. honvédzászlóalj, az 1. honvédzászlóalj (Dubrovnik), a 16. tüzérzászlóalj, a 39. mérnök zászlóalj, és egy mobil parti tüzérüteg bevetését jelentette. A területet augusztus 8-án a 144. dandárral erősítették meg. Amikor az egység teljesítette a Vihar hadműveletben kitűzött céljait, Dubrovnikba vonult vissza. A CAF két spliti bázisú MiG–21-es vadászgépet és két Mi–24-es harci helikoptert volt be a hadműveletbe. A Horvát Haditengerészet a korčulai, brači és hvari tengerészgyalogos különítményekkel, valamint rakétavető és aknavető hajókkal, valamint parti tüzérséggel támogatta a hadműveletet. Ebben az időszakban a VRS időszakosan csak tüzérséggel támadta Dubrovnik környékét.

## Utólagos értékelések
A Vihar hadművelet a második világháború utáni első nagyobb európai szárazföldi hadművelet volt, amely egy 630 km hosszúságú frontvonalra terjedt ki. Horvátország döntő győzelmet aratott, és visszaállította ellenőrzését 10400 km2 terület felett, amely az ország területének 18,4%-át jelentette. A HV és a különleges rendőrség által elszenvedett veszteségeket leggyakrabban 174 halottra és 1430 sebesültre teszik, de egy kormányzati jelentés, amely hetekkel az események után készült 211 halottat vagy eltűntet, 1100 sebesültet és három fogságba esett katonát említ. Augusztus 21-ig a horvát hatóságok a csatában elesett 560 ARSK katonát találtak és temettek el. A HV 4000 hadifoglyot ejtett, és 54 páncélozott és 497 egyéb járművet, hat repülőgépet, több száz tüzérségi eszközt és több mint 4000 gyalogsági fegyvert zsákmányolt. A harcok során négy ENSZ-békefenntartó halt meg – három a HV-akciók, egy pedig ARSK-tevékenységek következtében – és 16-an sebesültek meg. A HV 98 ENSZ megfigyelőállást semmisített meg.
A HV sikere a HV a sorozatos fejlesztéseinek és az ARSK védelmében elért döntő áttöréseknek köszönhető, amelyeket a HV és az ARBiH ezt követően kihasznált. A támadás nem mindenhol volt azonnal sikeres, de a kulcspozíciók elfoglalása az ARSK parancsnoki struktúrájának és általános védelmi képességének összeomlásához vezetett. A HV közvetlenül a Vihar hadművelet és a különleges rendőrség előretörése előtt elfoglalta Bosansko Grahovót, Gračac elfoglalása pedig szinte lehetetlenné tette Knin védelmét. Likában a két gárdadandár gyorsan átvágta az ARSK által birtokolt terület védelmét, amelynek nem volt taktikai mélysége illetve mozgósítható tartaléka, elszigetelte az ellenálló egységeket, és olyan helyzetbe hozta az 1. gárdadandárt, amely lehetővé tette számára, hogy észak felé, a károlyvárosi hastest körzetébe haladjon, az ARSK erőket pedig Banovina felé szorítsa vissza. Az ARSK glinai és petrinyai vereségét követően heves harcok után a HV az ARSK banijai hadtestét is legyőzte, mivel annak tartalékát az ARBiH mozgásképtelenné tette. Az ARSK hadereje átmenetileg képes volt megfékezni, vagy legalább jelentős mértékben hátráltatni a HV-dandárok és a honvédség támadásait, de a gárdadandárok és a különleges rendőrség támadásai döntőnek bizonyultak. Andrew Leslie ezredes, az UNCRO parancsnoka Knin körzetében, a Vihar hadműveletet tankönyvi hadműveletnek értékelte, amely a NATO szabványai szerint „A plusz pontot ért volna el.”
Ha az ARBiH nem nyújtott volna segítséget, a HV szinte akkor is, igaz nagyobb veszteséggel egyedül is legyőzte volna a banijai hadtestet. Az ARSK fő gyengesége a tartalékok hiánya volt, amit a HV és az ARBiH kihasznált, mivel az ARSK statikus védelme nem tudott megbirkózni a gyors ütemű támadásokkal. Az ARSK katonasága nem tudta ellenőrzés alatt tartani a széleken végzett ellenséges manővereket, különleges egységeik pedig hadtestük mobil tartalékaként kudarcot vallottak, kevesebb mint egy napig visszatartva a HV 1. gárdadandárját Szluintól délre. Az ARSK nem alaptalanul számolt a VRS és a jugoszláv katonaság stratégiai tartalékával, de a bosznia-hercegovinai helyzet VRS tartalékait mozgásképtelenné tette, Jugoszlávia pedig nem avatkozott be katonailag, mivel Milošević nem adott rá parancsot. Ám ha még be is avatkozott volna, a hadművelet gyorsasága nagyon korlátozott időt hagyott volna Jugoszláviának arra, hogy megfelelő erősítést küldjön az ARSK támogatására.

## Menekültválság
A szerbek evakuálása és az azt követő tömeges kivonulás az RSK-ból jelentős humanitárius válsághoz vezetett. 1995 augusztusában az ENSZ becslése szerint csak 3500 szerb maradt Kordunban és Banovinában (korábbi Északi Szektor), Likában és Észak-Dalmáciában (a korábbi déli szektorban) pedig 2000 szerb maradt, míg több mint 150 ezren Jugoszláviába menekültek, és 10 000 és 15 000 közötti menekült érkezett Banja Luka térségébe. A szerb menekültek száma a nemzetközi média és a nemzetközi szervezetek szerint elérte a 200 000-et. Ezenkívül az egykori APWB-ből 21 000 bosnyák menekült érkezett Horvátországba.
Annak a körülbelül 35 000 szerb menekültnek a nagy része, akiket az ARSK átadott és a korduni hadtest csapdájában rekedt, Sziszeken és a Zágráb-Belgrád autópályán át evakuáltak Jugoszláviába, a Boszniai Szerb Köztársaságon keresztül haladt át, és a HV csapatainak előrenyomulásával, a banovinai Dvoron vagy a likai Srben keresztül nyitott két folyosón át távozott a bosznia-hercegovinai szerbek által birtokolt terület felé. A két visszavonulási pont a HV split hadtestének Knin elfoglalása utáni északi előrenyomulásában bekövetkezett késése és annak a döntésnek a következtében jött létre, hogy nem használják fel a teljes 2. gárdadandárt a Petrinya felőli déli előrenyomuláshoz. A visszavonuló, nagy mennyiségű fegyvert, lőszert, tüzérséget és harckocsit birtokló ARSK-nak, amely gyakran keveredett menekülő civilekkel, kevés út állt rendelkezésre. A menekültoszlopokat állítólag a CAF és a HV is időszakosan támadta, akik tűzpárbajt vívtak a civil hadoszlopok közelében elhelyezkedő ARSK fegyveresekkel. A menekülteket az ARBiH csapatai, valamint VRS-repülőgépek is célba vették, és néha az ARSK különleges hadtestének visszavonuló tankjai is legázolták őket. Augusztus 9-én egy, az ARSK korduni hadtest megadási megállapodása értelmében az egykori északi szektorból evakuált menekültkonvojt Sziszekban horvát civilek támadták meg. A támadás egy civil halálát, sok sérülést és számos jármű megrongálódását okozta. Miután az ENSZ megfigyelői nyomást gyakoroltak rá, a horvát rendőrség beavatkozott az incidensbe,. Másnap az Egyesült Államok horvátországi nagykövete Peter Galbraith is csatlakozott az oszlophoz, hogy megvédje őket, és a horvát rendőrség jelenléte is megnőtt a tervezett útvonalon. A Boszniai Szerb Köztársaságon áthaladó menekülteket az ellenőrző pontokon megzsarolták, és a helyi hatalmasságok sokszor az üzemanyagért és egyéb szolgáltatásokért extra fizetésre kényszerítették őket.
A kudarc csökkentése érdekében a jugoszláv hatóságok megpróbálták szétszórni a menekülteket Szerbia különböző részein, és megakadályozni, hogy a fővárosban, Belgrádban koncentrálódjanak. A kormány arra ösztönözte a menekülteket, hogy a Vajdaság túlnyomórészt magyar lakta területein, valamint a nagyrészt albánok lakta Koszovóban telepedjenek le, ami ezen országrészek instabilitásának növekedéséhez vezetett. Annak ellenére, hogy Koszovóba 20 000 főt terveztek telepíteni, csak 4000 költözött a régióba. Augusztus 12. után a szerb hatóságok megkezdték a katonakorú menekültek egy részének kitoloncolását, illegális bevándorlónak nyilvánítva őket. Hadkötelezettség teljesítése céljából Kelet-Horvátországban átadták őket a VRS-nek vagy az ARSK-nak. A hadkötelesek egy részét nyilvánosan megalázták és megverték, mert elhagyták az RSK-t. Egyes területeken a vajdasági horvátokat maguk a menekültek űzték ki otthonukból, hogy új szállást találjanak. Hasonlóképpen, a Banja Lukán átvonuló menekültek is kiűzték otthonaikból a horvátokat és a bosnyákokat.

### A menekültek visszatérése
A horvát függetlenségi háború kezdetén az RSK megalakulásával 1991-1992-ben egy több mint 220 000 fős nem szerb lakosságot távolítottak el erőszakkal a horvátországi szerbek által birtokolt területekről. A Vihar hadművelet nyomán e menekültek egy része, valamint a Bosznia-Hercegovinából érkező horvát menekültek jelentős számban telepedtek le a korábban az ARSK által birtokolt területen, megakadályozva a szerb menekültek visszatérését. A 2010. szeptemberi állapot szerint 300 000–350 000 szerb közül, akik a teljes háború alatt Horvátországból elmenekültek, 132 707-et tartottak nyilván hazatérőként, de feltételezések szerint csak 60–65%-uk élt állandó jelleggel az országban, és csak további 20 000–25 000 érdeklődött a Horvátországba való visszatérés iránt. A 2010-es állapot szerint hozzávetőleg 60 000 horvátországi szerb menekült maradt Szerbiában.
Az ICTY kijelentette, hogy az a tény, hogy Horvátország diszkriminatív intézkedéseket fogadott el szerb civilek Krajinából való távozása után, nem bizonyítja, hogy ezek a távozások kényszerűek voltak. A Human Rights Watch 1999-ben arról számolt be, hogy a szerbek a diszkriminatív törvények és gyakorlatok miatt nem élvezhették horvát állampolgárként őket megillető polgári jogaikat, és gyakran nem tudtak visszatérni Horvátországba, illetve nem tudtak szabadon élni Horvátországban. A menekültek visszatérését számos egyéb akadály is nehezítette. Ide tartozik az ingatlantulajdon és a szállás, mivel a horvát menekültek megüresedett otthonokban telepedtek le, és a horvát háborús jogszabályok, amelyek megfosztották az egykor állami tulajdonú lakásokban élő menekülteket a bérleti joguktól. A törvényt a háborút követően eltörölték, és alternatív szállást kínáltak a hazatérőknek. 2010 novemberéig 6538 lakást osztottak ki. További akadályt jelentett, hogy a menekültek nehezen jutottak tartózkodási státuszhoz vagy horvát állampolgársághoz. Az alkalmazandó jogszabályokat azóta enyhítették, és 2010 novemberére Horvátország engedélyezte az RSK által kiállított személyazonosító okmányok érvényesítését. Annak ellenére, hogy Horvátország általános amnesztiát hirdetett, a menekültek jogi felelősségre vonástól tartanak, mivel az amnesztia nem vonatkozik a háborús bűnökre.
2015-ös és 2017-es jelentésében az Amnesty International aggodalmát fejezte ki amiatt, hogy a szerbek továbbra is akadályokba ütköznek tulajdonuk visszaszerzésében. Beszámoltak arról, hogy a horvátországi szerbek továbbra is diszkriminációval szembesülnek a közszférában való foglalkoztatásában és a háború alatt kiürült szociális lakások bérleti jogának visszaszolgáltatásában. Rámutattak a „fasiszta ideológiát idéző” gyűlöletbeszédre is, valamint arra, hogy a kisebbségi nyelvek és írásmódok használatához való jogot továbbra is politizálták és egyes városokban nem is valósult meg.

## Háborús bűnök
Az ENSZ Biztonsági Tanácsának 827. számú határozata alapján 1993-ban létrehozott, a volt Jugoszláviával foglalkozó Nemzetközi Büntetőtörvényszék (ICTY), háborús bűnökkel vádolta meg Gotovinát, Čermakot és Markačot, különösen a Vihar hadműveletben betöltött szerepük miatt, arra hivatkozva, hogy részt vettek egy közös bűnözői vállalkozásban, amelynek célja a szerbek végleges eltávolítása volt az országból Horvátországnak az ARSK által birtokolt részein. Az ICTY vádpontja kimondta, hogy a közös bűnözői vállalkozás többi résztvevője Tuđman, Šušak, valamint Bobetko és Červenko volt, azonban Bobetko kivételével mindannyian meghaltak az első releváns esemény előtt. Az ICTY vádemelését 2001-ben tették közzé. Bobetko ellen az ICTY vádat emelt, de egy évvel később ő is meghalt, mielőtt kiadhatták volna az ICTY-nek. Gotovina és társai pere 2008-ban kezdődött, és Gotovina és Markač elítéléséhez, valamint Čermak három évvel későbbi felmentéséhez vezetett. Gotovinát és Markačot 2012 novemberében fellebbezés alapján felmentették. Az ICTY arra a következtetésre jutott, hogy a Vihar hadművelet nem az etnikai üldöztetésre irányult, mivel civilek nem voltak a célpontjai között. A Fellebbviteli Kamara megállapította, hogy a horvát hadsereg és a különleges rendőrség a tüzérségi támadást követően bűncselekményt követett el, de az államnak és a katonai vezetésnek nem volt szerepe a bűncselekmények tervezésében és létrehozásában. Az ICTY arra a következtetésre jutott, hogy Horvátországnak nem volt konkrét szándéka az ország szerb kisebbségének elüldözése, továbbá nem látták igazolva, hogy Gotovina és Markač szerepet játszott volna a szerb civilek visszatérését megakadályozó diszkriminatív erőfeszítésekben. Az öttagú tanács két bírója nem értett egyet ezzel az ítélettel. A felvetett ügy jelentős problémát jelentett háborús jogalkotás számára, és e tekintetben precedensnek minősítették.
Arról, hogy a Vihar hadművelet egészében véve háborús bűn volt-e, eltérőek a nézetek. Az EU megbízottja Bildt, a hadművelet néhány kritikusának egyike, Horvátországot vádolta a délszláv háború leghatékonyabb etnikai tisztogatásával. Horvátország tagadta ezt, és azt állította, hogy „kérte a szerbeket, hogy maradjanak”, de az ENSZ jelentése szerint a horvát katonák részt vettek szerbek lakta területek ágyúzásában, civilek meggyilkolásában, és megengedték nekik, hogy részt vegyenek szerb otthonok felgyújtásában és kifosztásában. Véleményét számos nyugati elemző is támogatta, köztük Marie-Janine Calic professzor, Miloševic életrajzírója Adam LeBor, és Paul Mojzes professzor, míg Gerard Toal és Carl T. Dahlman történészek megkülönböztetik a hadműveletet az offenzíva során lezajlott „etnikai tisztogatás gyakorlatától”. Marko Attila Hoare történész nem ért egyet azzal, hogy az akció etnikai tisztogatás lett volna, és rámutat, hogy a szerb lakosság evakuálása a krajnai szerb vezetés válasza volt a horvát offenzívára és bármi is volt a szándékuk, a horvátoknak soha nem volt lehetőségük megszervezni az eltávolításukat. Az etnikai tisztogatásra vonatkozó állításokat Galbraith is elutasította. A Nemzetközi Vöröskereszt tisztviselői, ENSZ-megfigyelők és nyugati diplomaták elítélték, hogy Galbraith tagadta az etnikai tisztogatást, az egyik nagykövet pedig egyenesen „lélegzetelállító”-nak nevezte mondandóját. A Gotovina-per végső tárgyalásának rövid ismertetőjében Gotovina ügyvédei Luka Misetic, Greg Kehoe és Payam Akhavan elutasították a szerb lakosság tömeges kiűzésével kapcsolatos vádakat. Utaltak Mile Mrkšićnek, az RSK parancsnokának az ICTY előtt tett tanúvallomására, aki azt állította, hogy 1995. augusztus 4-én, valamivel 16:00 óra után Milánóban volt, és valójában Martić és munkatársai voltak, akik úgy döntöttek, hogy Krajinából evakuálják a szerb lakosságot Srbbe, a boszniai határ közelében fekvő faluba. Mojzes megjegyzi azt is, hogy a szerbeket a kapott parancsuk alapján utasították távozásra, és ekkor történt a tömeges kivonulás az országból és az egész Krajina régióból „rövid határidővel”. Az ICTY megállapításai bizonyítékokat is tartalmaztak arra vonatkozóan, hogy Gotovina tábornok „számos intézkedést fogadott el” a bűncselekmények megelőzésére, valamint általános a tüzérségi támadásokat követő rendbontás megfékezésére, beleértve a szerb civilek elleni bűncselekményeket is.
2015 februárjában, a Horvátország–Szerbia népirtási ügy lezárásakor a Nemzetközi Bíróság (ICJ) elutasította azt a szerb keresetet, amely szerint a Vihar hadművelet népirtásnak minősült, és kimondta, hogy Horvátországnak nem volt konkrét szándéka az ország szerb kisebbségének kiirtására, bár megerősítette, hogy szerb civilek ellen súlyos bűncselekmények történtek. A bíróság azt is megállapította, hogy a HV hozzáférhető menekülési útvonalakat hagyott a civilek számára. Azt is megállapították, hogy Horvátország vezetői úgy képzelték el, hogy a katonai offenzíva a szerb lakosság nagy többségének elmenekülését okozza majd, megelégedtek azzal a következménnyel, hogy ösztönzi majd a szerb civileket a távozásra, de nem igazolták a civilek népirtására való szándékot. Az ítélet szerint az otthonaikból elmenekülő szerb civilek, valamint az ENSZ védett területein maradók, mind a HV, mind a horvát civilek különböző formájú zaklatásának voltak kitéve. Augusztus 8-án például egy menekültoszlopot ágyúztak.
A Vihar hadművelet polgári áldozatainak száma vitatott. A Horvát Köztársaság Állami Ügyészsége azt állítja, hogy 214 civil vesztette életét. 156-an 24 háborús bűncselekményben vesztették életüket, további 47-en pedig gyilkosság áldozatai lettek vagy a csata során, vagy és közvetlenül azt követően. A Horvát Helsinki Bizottság vitatja az állítást, és arról számol be, hogy a Vihar hadművelet után 677 civilt öltek meg, főként idős embereket, akik otthonukban maradtak, további 837 szerb civilt pedig eltűntként tartanak nyilván. Amikor bizonyítékként benyújtották jelentésüket, a forrás megjelölése nélküli nyilatkozatok és a benne található kétes bejegyzések miatt az ICTY elutasította azt. Más források szerint a Vihar hadművelet boszniai offenzívájának folytatását követően a horvát erők további 181 áldozatot öltek meg és temettek el Mrkonjić Gradban egy tömegsírban. Szerb források szerint 1192 civil halt meg vagy tűnt el. Az ICTY ügyészei 324-ben határozták meg a polgári halottak számát. Horvát kormánytisztviselők becslése szerint 42 horvát civil vesztette életét a hadművelet során.
Mivel már a háború kezdete óta sok ház sérült meg, nehéz meghatározni a Vihar hadművelet alatt és után elpusztult ingatlanok pontos számát. A Human Rights Watch (HRW) ) becslése szerint a csata alatt és után több mint 5000 otthon pusztult el. A 122 szerb ortodox templomból a területen egy semmisült meg teljesen, 17 pedig megsérült, de a templomokban a legtöbb kár a szerbek visszavonulása előtt keletkezett. A HRW is beszámolt arról, hogy a Vihar hadművelet során a visszaélések túlnyomó részét horvát erők követték el. Ezek a visszaélések, amelyek azután hónapokig nagy léptékben folytatódtak, magukban foglalták a hátramaradt idős és beteg szerbek tömeges kivégzéseit, valamint a szerb falvak és ingatlanok nagyszabású felégetését és lerombolását. A Vihar hadműveletet követő hónapokban legalább 150 szerb civilt végeztek ki, további 110 személyt pedig erőszakkal tüntettek el. Ilyen volt például a varivodei mészárlás, amelyben kilenc szerb civil vesztette életét. A Vihar hadművelet alatt vagy azt követően a szerb civilek ellen elkövetett egyéb feljegyzett bűncselekmények, a komići , a kijani, a golubići, az uzdoljei, a grubori és a gošići gyilkosságok.
A 2012. novemberi állapot szerint a horvát hatóságokhoz 6390 bejelentés érkezett a környéken a Vihar hadművelet alatt vagy azt követően elkövetett bűncselekményekről, és 2380 személyt ítéltek el fosztogatás, gyújtogatás, gyilkosságok, háborús bűncselekmények és más illegális cselekmények elkövetése miatt. Ugyanezen időpontig a Vihar hadművelettel kapcsolatos háborús bűnök további 24 pere volt folyamatban. 2012-ben a szerb hatóságok öt háborús esetet vizsgáltak a Vihar hadművelet során elkövetett bűncselekmények miatt. A hadművelet 25. évfordulóján a Balkan Investigative Reporting Network elemezte az ICTY-per dokumentumait, és megállapította, hogy a szerb civilek meggyilkolásának elkövetői közül nagyon keveset idéztek bíróság elé, míg a felelős egységek parancsnokai közül senkit sem vontak felelősségre.

## Következmények
Az RSK veresége rádöbbentette a boszniai szerbeket, hogy Bosznia-Hercegovinában mielőbb tárgyalni kell a rendezésről, és megfordította a szerbek elleni háború folyamatát, ami erőteljes lökést adott az amerikai diplomáciának. A Vihar hadművelet sikere stratégiai győzelem volt a boszniai háborúra vonatkozóan is, mivel feloldotta Bihács ostromát, és lehetővé tette a horvát és bosnyák vezetés számára, hogy teljes körű katonai beavatkozást tervezzen a VRS által birtokolt banja lukai területre. Ennek célja új erőegyensúly kialakítása Bosznia-Hercegovinában, egy ütközőzóna létrehozása a horvát határ mentén, illetve a háború végső megoldásához való hozzájárulás volt. A beavatkozás 1995 szeptemberében Misztrál–2 hadművelet néven a NATO bosznia-hercegovinai légi hadjárata idején indult, mely elvezetett a béketárgyalások megkezdéséhez, amelyek eredményeként néhány hónappal később megszületett a daytoni békeszerződés. Fejleményeként a kelet-szlavóniai és baranyai szerbek által birtokolt területek az Erdődi megállapodás révén szintén horvát ellenőrzés alá kerültek, novemberben véget vetve a horvát függetlenségi háborúnak.
A HV győzelmének könnyedsége sok megfigyelőt meglepett, mivel a nyugati hírszerző szolgálatok horvát vereséget jósoltak. A Vihar hadműveletre adott nemzetközi reakciók gyorsan fejlődtek az érzelmekkel teli, a csatában részt vevő feleket támogató vitákból a helyzetet higgadtan értékelőkké. ENSZ-tisztviselők és a legtöbb nemzetközi média bírálta Horvátországot. Carl Bildt, a volt Jugoszláviában tevékenykedő EU-tárgyaló nyilvánosan elítélte Horvátországot, míg az ENSZ különleges képviselője Stoltenberg sürgette az ENSZ-főtitkár személyi képviselőjét, Jaszusi Akasit, hogy kérjen NATO-csapásokat a HV ellen. Klaus Kinkel német külügyminiszter sajnálatát fejezte ki, de hozzátette, hogy "... a szerb agresszió évei ... nagyon próbára tették Horvátország türelmét." Az Egyesült Államok válasza vegyes volt. Míg a védelmi miniszter, William Perry kedvezően nyilatkozott a katonai fejlesztésekről, addig Galbraith nagykövet nemtetszését fejezte ki. Az ENSZ Biztonsági Tanácsa augusztus 10-én kiadta 1009. számú határozatát, amelyben Horvátországtól a katonai műveletek leállítását követelte, elítélte az ENSZ békefenntartóinak megtámadását, és a tárgyalások folytatására szólított fel – de nem kérte a HV-t a kivonulásra. Augusztus 18-án Robert Frasure csapatának a boszniai háborúban való közvetítéssel megbízott amerikai diplomatái úgy vélték, hogy a Vihar hadművelet lehetőséget adott diplomáciai missziójuk sikerére, mindez tükrözte Bill Clinton elnök véleményét, miszerint a szerbek nem tárgyalnának komolyan, ha nem szenvedtek volna jelentős katonai vereséget.

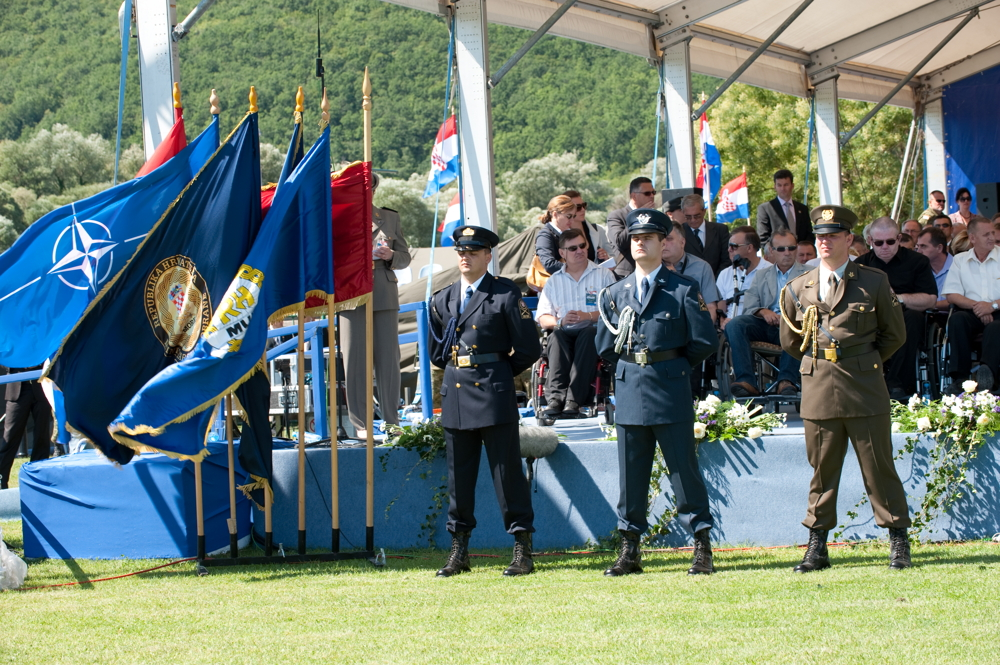
A Vihar hadművelet 16. évfordulója alkalmából rendezett ünnepség

Szerbiában Milošević elítélte a horvát támadást, de a Milošević által befolyásolt sajtó az RSK vezetését is inkompetensnek minősítette, míg a legszélsőségesebb politikusok, köztük Vojislav Šešelj megtorlást követelt Horvátország ellen. Radovan Karadžić boszniai szerb vezető könyörgött a jugoszláv hadsereg segítségéért, és árulással vádolta Miloševićet.
Horvátországban számos városban hősöknek kijáró fogadtatásban részesítették a támaszpontjaikra visszatérő HV egységeket, és emlékérmet alapítottak a hadműveletben részt vevő HV csapatok számára. Augusztus 26-án Horvátország győzelmi vasúti körutat szervezett, amelyen Tuđman és Horvátország kormánytisztviselői, közéleti személyiségek, újságírók és a diplomáciai testület tagjai Zágrábtól Károlyvárosig, Gospićig, Kninig és Splitig végigjárták a hadművelet helyszíneit. Tuđman mindegyik állomáson beszédet mondott. Kninben kijelentette: „[A szerbeknek] még arra sem volt idejük, hogy összeszedjék piszkos [pénzüket] és piszkos fehérneműjüket. Ezen a napon elmondhatjuk, hogy Horvátország felhagyott történelmi keresztjének hordozásával. Ez nem csak az ország felszabadítása, hanem egy szabad és független Horvátország alapjainak megteremtése volt az elkövetkező évszázadokra.” Az utolsó, 300 000 fős tömeget megmozgató spliti nagygyűlésen Tuđman megfogadta, hogy Vukovárt is felszabadítja.

## Emlékezete
A horvátok és a szerbek a hadműveletről ellentétes álláspontot képviselnek. Horvátországban augusztus 5-ét – azt a napot, amikor a HV elfogta Knint – választották „a győzelem és a hazáért való hálaadás, és a horvát védők napjának”, mely egyben horvát munkaszüneti nap, amikor a Vihar hadműveletet hivatalosan is ünneplik. Szerbiában és a Boszniai Szerb Köztársaságban ezt a napot a meggyilkolt és a hadművelet alatt vagy után elmenekült szerbek gyászának tartják.
2015-ben, a hadművelet 20. évfordulóján a Horvát Rádió és Televízió (HRT) elkészítette a „Godina Oluje” című négyepizódos dokumentumfilm sorozatot, mely a Vihar hadművelet előkészítéséről és végrehajtásáról szól. A sorozatot Jack Baric horvát amerikai filmrendező rendezte.
A hadművelet 23. évfordulóján a knini ünnepségen részt vett Ivan Mašulović dandártábornok, montenegrói katonai attasé is. Ez volt az első alkalom, hogy Montenegró képviselőt küldött a knini ünnepségre. A lépést a montenegrói szerbbarát politikusok és a szerb média is hevesen bírálta. A montenegrói jobboldali Új Szerb Demokrácia Párt (NSD) árulónak nevezte Mašulovićot, valamint azokat, „akik a szerb nép elleni bűncselekmény ünnepére küldték”. Néhányan odáig mentek, hogy Mašulovićot a montenegrói fasiszta kollaboránshoz Sekula Drljevićhez hasonlították. A Montenegrói Védelmi Minisztérium megvédte a Mašulović küldésére vonatkozó döntésüket, és kijelentette, hogy „Montenegró nem vívja senki más csatáit. Montenegró azon az állásponton van, hogy jószomszédi kapcsolatokat épít ki a régió összes országával, beleértve a közeli barát Szerbiát és a közeli barát NATO-szövetséges Horvátországot is.”
A hadművelet 25. évfordulóján a knini ünnepségen először vett részt a horvátországi szerbek politikai képviselője, Horvátország miniszterelnök-helyettese Boris Milošević. Lépését Horvátország-szerte üdvözölték. Horvátország miniszterelnöke, Andrej Plenković kijelentette, hogy ez „új üzenetet a horvát társadalomnak, a horvátok és a szerb kisebbség és a Horvátország és Szerbia között közötti kapcsolatoknak...”. Jelentős ellenzési politikusok is dicsérték a lépést, így az ellenzéki Szociáldemokrata Párt (SDP) elnöke Peđa Grbin , a Független Szerb Demokrata Párt (SDSS) elnöke Milorad Pupovac, a Vajdasági Horvátok Demokratikus Szövetsége (DSHV) vezetője Tomislav Žigmanov, Knin polgármestere Marko Jelić és Pavao Miljavac nyugalmazott tábornok is. Élesen bírálták viszont Milošević lépését a szélsőjobboldali Haza Mozgalom (DP) és a Horvát Védelmi Erők (HOS) félkatonai szervezet tagjai. A Haza Mozgalom vezetője Miroslav Škoro megtagadta a részvételt a hivatalos ünnepségen, annak ellenére, hogy a parlament elnöke, és kijelentette, hogy „nincs ok a megbékélésre”.
A lépést Szerbia kormánya és a Boszniai Szerb Köztársaság kormánya is negatívan fogadta. Az ünnepségen Plenković miniszterelnök, Zoran Milanović elnök és Gotovina tábornok a békét és a megbékélést, valamint a szerb polgári áldozatok iránti részvétet hirdette. Szerbia Száva folyó fölötti Rača-hídon tartott megemlékezést, ahol korabeli autókban és traktorokban, menekültnek öltözött színészekkel rendezett korabeli jelenetet.

## Fordítás
Ez a szócikk részben vagy egészben  az   Operation Storm című angol Wikipédia-szócikk ezen változatának fordításán alapul.  Az eredeti cikk szerkesztőit annak laptörténete sorolja fel. Ez a jelzés csupán a megfogalmazás eredetét és a szerzői jogokat jelzi, nem szolgál a cikkben szereplő információk forrásmegjelöléseként.